# Deuxième insurrection kurde irakienne
La deuxième insurrection kurde irakienne oppose le Parti démocratique du Kurdistan (PDK), soutenu par l'Iran du shah Mohammad Reza Pahlavi, au régime baasiste irakien. 
Les insurgés kurdes, estimés entre 30 000 et 50 000 peshmergas et peut-être 50 000 hommes des milices locales, équipés de fusils et de lance-roquettes, affrontent une armée irakienne de 90 000 hommes avec 1 200 chars et 200 avions. 

## Déroulement
En février 1974, des tirs d'artillerie opposent les armées iranienne et irakienne le long de la frontière. En mars, après la publication de la « loi d'autonomie », le Kurdistan entre en insurrection et plusieurs garnisons irakiennes sont encerclées. D'avril à octobre 1974, l'armée irakienne lance une série d'offensives et prend Rowandouz, Akra et Dohuk, provoquant l'exode de la population kurde. Le 3 octobre, à l'issue d'une bataille coûteuse[style à revoir], l'armée prend d'assaut le mont Zorzek et s'empare de Nawperdan, siège du QG du général Barzani. Le même jour, un gouvernement et un parlement kurde composés de partisans du régime baasiste sont établis à Erbil.
La population civile, grossie par les réfugiés, connaît de graves difficultés de ravitaillement. Les peshmergas, mal approvisionnés par leurs alliés iraniens, ne peuvent protéger les accès routiers et doivent battre en retraite le long de la frontière. À partir d'octobre 1974, l'armée iranienne installe des batteries d'artillerie et de DCA pour défendre les lignes kurdes.

## Finalité
La guerre se termine avec les accords d'Alger (1975), signés le 6 mars 1975, par lesquels le shah retire son aide aux Kurdes en échange d'une délimitation de la frontière du Chatt-el-Arab. Les Kurdes n'obtiennent qu'une trêve de quelques jours, du 15 mars au 1er avril ; le général Barzani et les chefs militaires ordonnent de cesser le combat pour se réfugier en Iran. Des centaines de milliers de réfugiés franchissent la frontière.